# Clan Nakatomi
Il clan Nakatomi (中臣氏?, Nakatomi-uji) fu una delle famiglie più potenti del Giappone nel periodo Asuka (538 d.C.-710), nel periodo Nara (710-794) ed in buona parte del periodo Heian (794-1185). Ai capi del clan l'imperatore conferì il titolo ereditario di Muraji (連?), riservato ai più importanti maestri cerimonieri della nobiltà imperiale. Fu dato ai Nakatomi l'incarico di presiedere ai sacri rituali shintoisti di corte e furono coadiuvati dai capi del clan Inbe, con i quali si occuparono delle cerimonie di purificazione (Harai?, 祓).
Secondo le leggende che accompagnano la nascita della nazione giapponese, I Nakatomi erano i discendenti di Ame no Koyane no Mikoto, una delle divinità shinto (神?, Kami) che aiutarono la mitologica antenata della dinastia imperiale, la dea del sole Amaterasu (Amaterasu-ō-mi-kami?, 天照大御神, letteralmente "Grande dea che splende nei cieli"). La loro carica fu seconda solo a quella del sovrano in campo spirituale.

## Iniziale successo nella lotta tra i clan di corte
Con l'avvento del periodo Asuka, che segna l'introduzione alla corte imperiale del buddhismo, l'allora capo del clan, Nakatomi no Kanamura Ōmuraji (grande Muraji), fu uno dei più strenui oppositori della nuova religione.
Dal 536 Soga no Iname, il capo del clan Soga, famiglia devota al buddhismo di origine coreana, era stato nominato "grande ministro" (大臣?, Ōomi) di Yamato, ed aveva favorito l'arrivo dei monaci buddhisti. I conservatori clan dei Nakatomi e dei Mononobe, il cui capo Mononobe no Okoshi Ōmuraji era a capo dell'esercito, convinsero l'imperatore Kinmei che la grave epidemia che imperversava fosse opera delle divinità shinto, i Kami, i quali intendevano con essa punire il paese per l'apertura alla nuova religione straniera. L'imperatore assecondò il volere di Mononobe no Okoshi e Nakatomi no Kanamura, e cacciò i monaci ma Soga no Iname mantenne la carica e una certa influenza sul sovrano.
La tensione tra i clan rivali crebbe e, durante il regno di Bidatsu, successore di Kinmei, si ripeté la situazione del regno precedente: su intercessione del nuovo Ōomi Soga no Umako, figlio di Iname, vennero nuovamente invitati i monaci di Baekje che, dopo una nuova epidemia, furono cacciati per volere dei Nakatomi e dei Mononobe.

## La sconfitta e l'egemonia del clan Soga
Il successivo imperatore Yomei era un fervente buddhista imparentato con i Soga, avendo sposato due delle figlie di Iname, ma regnò due soli anni, dal 585 al 587, ed alla sua morte la situazione precipitò. Mentre il nuovo capo dei Nakatomi, Nakatomi no Katzumi, e quello dei Mononobe, Mononobe no Moriya, assecondarono l'ascesa al trono del principe Anahobe, Soga no Umako sostenne la candidatura del principe Hatsusebe, fratello di Anahobe.
Nello stesso anno 587, la contrapposizione raggiunse il culmine e si risolse con la battaglia di Shigisan, che si svolse lungo il fiume Ekagawa, nella provincia di Kawachi, l'odierna parte sud-orientale della prefettura di Osaka. Lo scontro vide il trionfo dell'armata Soga e la distruzione del clan Mononobe. Moriya trovò la morte assieme al principe Anahobe ed al capo-clan dei Nakatomi. Il trono fu dato da Umako ad Hatsubebe, che sarebbe passato alla storia col nome di imperatore Sushun.
Il sanguinoso evento portò alla distruzione del clan Mononobe ed al trionfo dei Soga e del buddhismo, che divenne subito la religione ufficiale di corte, ma i Nakatomi seppero mantenere buona parte del proprio potere. Ebbe inizio un periodo luminoso della storia giapponese caratterizzato da eventi epocali che trasformarono profondamente il volto del paese.

## Ritorno al potere e nascita del clan Fujiwara
I Soga controllarono la corte imperiale fino al 645, quando un complotto ordito dal futuro imperatore Tenji e da Nakatomi no Kamatari, il capo del clan dei Nakatomi, pose fine al loro potere.
Negli anni seguenti, le riforme dei Soga vennero modificate con gli editti di riforma di Taika, compilati secondo i voleri dell'imperatore Tenji e di Nakatomi no Kamatari, che divenne il più influente consigliere del sovrano. Nel 668 ricevette il feudo di Fujiwara ed il suo ramo del clan Nakatomi prese il nome di clan Fujiwara, che avrebbe avuto il controllo della corte imperiale fino alla fine del XII secolo. I suoi capi sostituirono gli Ōomi alla guida del governo con il nuovo titolo di Ason e, così come era stato per il clan dei Soga, le loro figlie furono le consorti degli imperatori. 
Inizialmente il nome Fujiwara fu preso da tutto il clan, ma nel 698, durante il regno dell'imperatore Monmu, fu decretato che fosse riservato ai soli eredi di Kamatari. Il resto del clan Nakatomi mantenne dunque il nome e continuò ad avere il tradizionale ruolo di maestri cerimonieri dei riti shinto a corte.
Nel 701 fu promulgato il Codice Taihō, con il quale fu istituito il dipartimento delle divinità shinto (神祇官?, Jingi-kan), la massima autorità in campo religioso, ai cui vertici furono posti i capi del clan Nakatomi. L'istituto sarebbe stato soppresso verso la fine del periodo Heian.
Il clan Inbe fu lentamente messo in secondo piano dall'egemonia sul Jingi-kan dei Nakatomi, spalleggiati dai parenti Fujiwara. Nell'807, il capo degli Inbe presentò un esposto in merito alla loro esclusione all'imperatore Heizei, il Kogo Shūi. Il manoscritto non ottenne quanto gli Inbe si aspettavano, ma conteneva notizie riguardanti la storia dei secoli precedenti mai rese pubbliche, e divenne uno dei testi classici della storiografia del paese.